# British American Racing
British American Racing (BAR) var ett brittiskt formel 1-stall som tävlade i slutet av 1990-talet och första hälften av 2000-talet. 

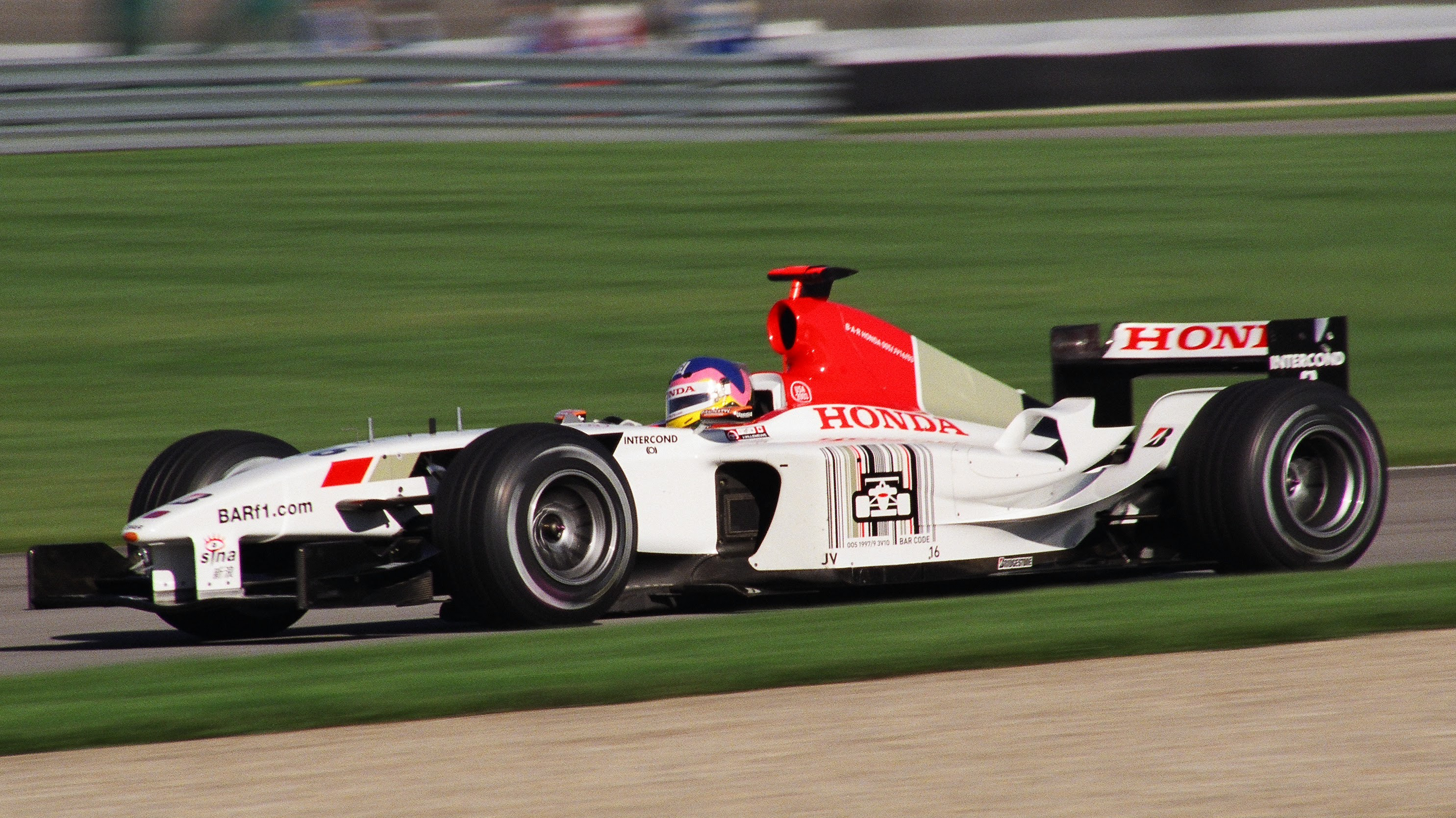
Jacques Villeneuve i en BAR-Honda,.

## Historik
British American Racing grundades 1998 genom uppköp av Tyrrell och började tävla i formel 1 1999. British American Tobacco ägde 55 procent och Honda 45 procent av BAR. Stallet övergick efter säsongen 2005 i Honda F1.

## F1-säsonger

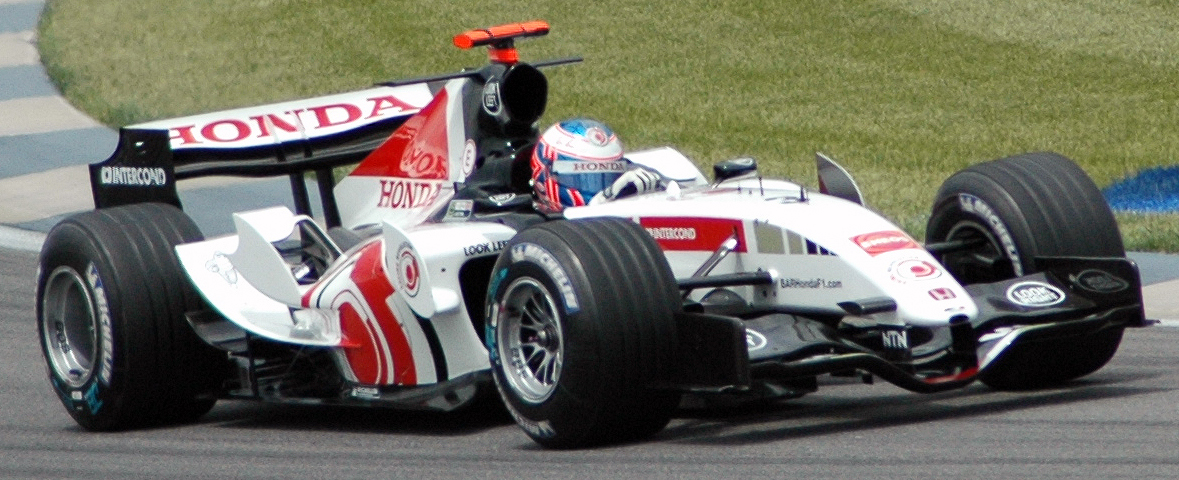
Jenson Button i en BAR-Honda,.

| Säsong | Tävlingsnamn                   | Bil     | Motor            | Däck | Poäng | VM-plac. | Förare 1                       | Förare 2                |
| ------ | ------------------------------ | ------- | ---------------- | ---- | ----- | -------- | ------------------------------ | ----------------------- |
| 1999   | British American Racing        | BAR 01  | Supertec 3.0 V10 | B    | 0     | 11:a     | Jacques Villeneuve             | Mika Salo Ricardo Zonta |
| 2000   | Lucky Strike Reynard BAR Honda | BAR 002 | Honda 3.0 V10    | B    | 20    | 5:a      | Jacques Villeneuve             | Ricardo Zonta           |
| 2001   | Lucky Strike BAR Honda         | BAR 003 | Honda 3.0 V10    | B    | 17    | 6:a      | Olivier Panis                  | Jacques Villeneuve      |
| 2002   | Lucky Strike BAR Honda         | BAR 004 | Honda 3.0 V10    | B    | 7     | 8:a      | Jacques Villeneuve             | Olivier Panis           |
| 2003   | Lucky Strike BAR Honda         | BAR 005 | Honda RA003e     | B    | 26    | 5:a      | Takuma Sato Jacques Villeneuve | Jenson Button           |
| 2004   | Lucky Strike BAR Honda         | BAR 006 | Honda RA004e     | M    | 119   | 2:a      | Jenson Button                  | Takuma Sato             |
| 2005   | Lucky Strike BAR Honda         | BAR 007 | Honda RA005e     | M    | 38    | 6:a      | Jenson Button                  | Takuma Sato             |